# Enric Cristòfor Ricart
Enric Cristòfor Ricart i Nin (Villanueva y Geltrú, Cataluña, España; 1 de noviembre de 1893 - 11 de marzo de 1960) fue un grabador y pintor español.

## Biografía
Hijo de Francesc Ricart Marrugat y de Dolors Nin, ambos progenitores de familias acomodadas, Ricart fue el pequeño de tres hermanos. Aparece siempre descrito como un niño enfermizo. Nacido sietemesino, perdió a su madre de la depresión posparto, pero su padre contrajo nuevo matrimonio con Lola Valentín y fue criado por trece nodrizas a lo largo de su infancia.
Su escolarización empezó en los Escolapios, pasando por la escuela Mont d'Oro de Barcelona y después por la Escuela de Peritaje Técnico de Villanueva y Geltrú. A la edad de once años, su padre lo inscribió en la Escuela de Arte de Francesc d'Assís Galí, tras unos malos resultados académicos en la Escuela Industrial de Vilanova. Mientras estudiaba en la escuela de Arte, a finales de 1913, descubrió su interés por la pintura. En parte tuvo la culpa la nueva estética cubista que llegó a Barcelona en la primavera de 1912 a través de una exposición organizada en las Galerías Dalmau. En la escuela de arte de Vilanova coincidió con compañeros que posteriormente serían figuras reconocidas del arte como Joan Miró (a quien, por ejemplo, retrataría vestido de soldado en 1916, y con quien compartiría taller a partir de aquel mismo año en la calle Baix de Sant Pere), Josep Llorens i Artigas o Rafael Benet i Vancells. Galí, maestro permeable a las corrientes modernas, impartió una enseñanza humanística con la convicción que el arte no se tenía que enseñar, sino más bien desvelar, influyendo decisivamente en el futuro de todos ellos. En el estilo de Ricart destaca la pulcritud y la insistencia en la sencillez de las formas.
En 1914, junto con el pintor vilanovense Rafael Sala, hizo una estancia de seis meses en Florencia. En esta ciudad descubrió a Fra Angélico, Giotto o la técnica de Botticelli y durante su estancia en Italia pudo frecuentar los cenáculos artísticos, como por ejemplo el café Giubbe Rose y la taverna Lapi, lugar de reunión de los seguidores del movimiento futurista. Además, una de las imprentas más importantes de la capital toscana fue su primer contacto con los grabados.
Al volver completó su formación en la Escuela de Artes y Oficios. Durante la Primera Guerra Mundial Barcelona acogió artistas extranjeros que huían del conflicto y organizó diferentes actividades artísticas y literarias que permitieron a Ricart estar en contacto con las vanguardias. El invierno de 1920 Ricart viajó a París, donde confraternizó con los artistas catalanes que residían en la capital francesa. Por ejemplo, gracias a su encuentro con Félix Fénélon, director de la editorial La Sirène, crítico de arte y asesor de las Galerías Bernheim, recibirá el encargo de ilustrar con grabados al boj la obra Carmen de Mérimée. Durante la década de 1920 el artista volvió varias veces a París y también hizo viajes de corta duración a Londres, Madrid y Sevilla.
En 1926 se estableció definitivamente en Vilanova, donde empezó una estrecha amistad con Joaquín Mir. Sin embargo, el estallido de la guerra civil le supuso un trastorno, tal como muestran sus memorias: «porque necesitaba una distracción para liberar mi pensamiento de la pesada obsesión que era vivir unos días monótonos, pesados y de color de catxumbo». En 1946 entró a formar parte de la Academia del Faro de Sant Cristòfol, impulsada por Eugenio d'Ors. 
Murió el 11 de marzo de 1960 y, a pesar de su desigual trayectoria, llegó a ser uno de los artistas más destacados del Novecentismo.

## Trayectoria artística

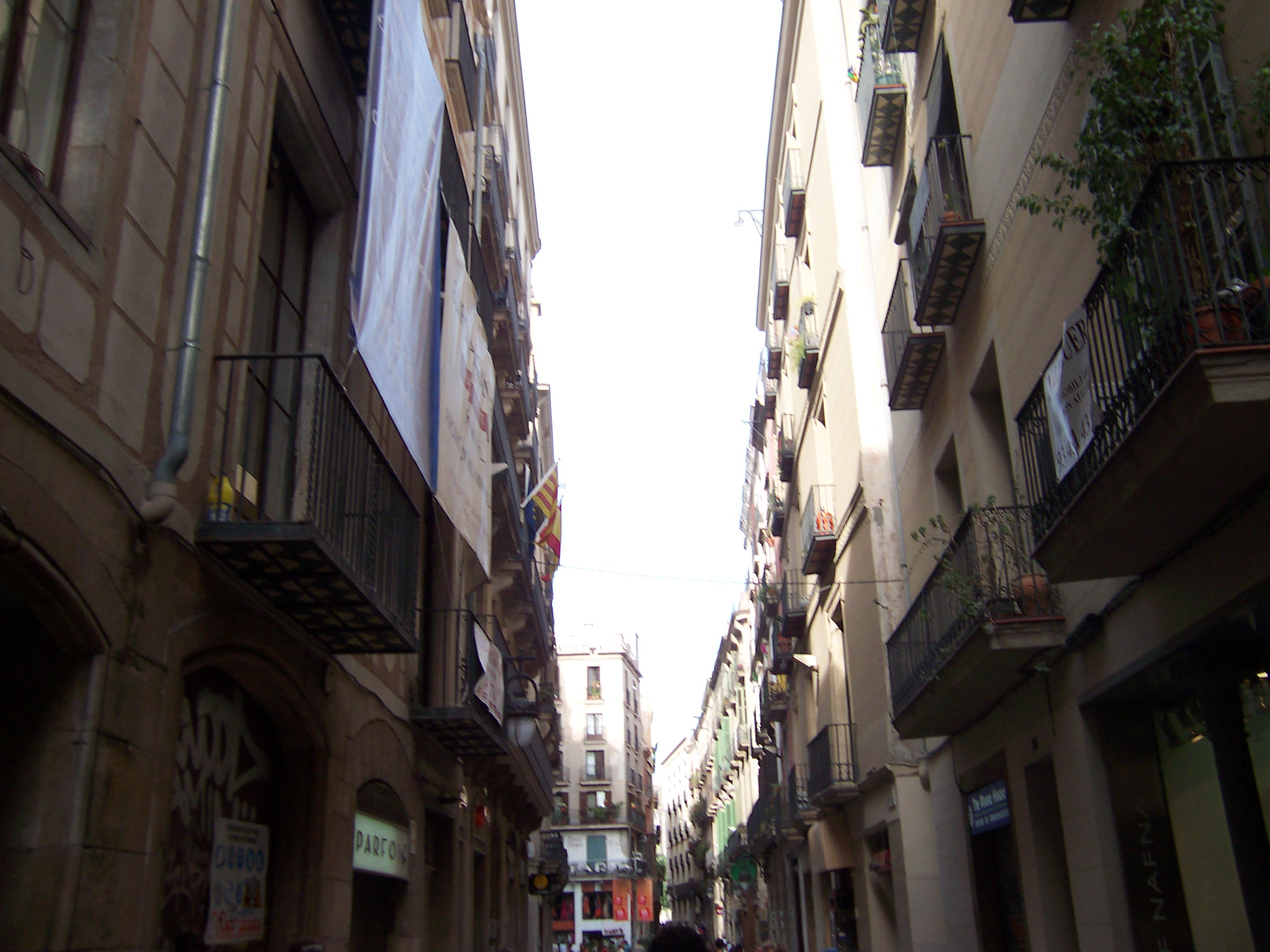
La primera exposición del artista tuvo lugar a las Galerías Dalmau, entonces ubicadas al número 18 de la calle Portaferrissa.

Expuso por primera vez en las Galerías Dalmau, entre el 10 y el 25 de enero de 1917. Expuso un total de 18 obras, tal como se especifica en el catálogo de la exposición de su centenario, entre las que se contaban óleos, dibujos, gouches, bojes y linóleos, que representaban retratos, paisajes y naturalezas muertas. La presentación corrió a cargo del poeta mallorquín Miquel Ferrà que destacó los cánones cézannianos a través de los cuales Ricart describía los paisajes de la comarca del Garraf y la intención de sobriedad de sus retratos, así como la concreción de los bodegones al gouche.
Al cabo de poco tiempo expusieron en el mismo recinto, también por primera vez, Rafael Sala y Josep Francesc Ràfols, que junto con Ricart empezaron a colaborar con la revista vanguardista Themis. Esta coincidencia impulsó a algunos críticos, como por ejemplo a Josep Maria Junoy, a hablar de "La escuela de Vilanova".
La obra de Ricart dio un giro al regresar de Florencia de una estancia con Rafael Sala. En la ciudad italiana descubrió el arte del grabado en madera y esta técnica se convertirá en su predilecta. También fue miembro fundador de la Agrupación Courbet, grupo que a pesar de no tener ninguna relación con la obra del pintor realista francés fue objeto de reivindicación por su actitud reivindicativa, inconformista, independiente e innovadora. Colaboró con las revistas El Instante, Troços, Themis, Jordi y Prisma, e ilustró con sus grabados al boj numerosos libros como Aleluyas (de Santiago Vinardell, 1919), La vida es sueño (de Calderón de la Barca), Àncores y estrellas (de Sagarra, 1935) y La Odisea (de Homero, 1948). Además, fue miembro de la Junta de la Biblioteca Museo Víctor Balaguer, donde se conservan buena parte de sus pinturas y grabados. En 1942 participó en la exposición Nacional de Bellas Artes de Barcelona con el grabado La pesca. También ganó el premio extraordinario del Instituto Gráfico Oliva de Vilanova por un grabado.
En 2018 la Biblioteca de Cataluña adquirió sus fondos, formados por dibujos originales, matrices y estampas xilográficas, así como pequeños impresos: Ex-libris...

## Estilo
En cuanto al estilo de Ricart y Nin, en un primer momento se puede hablar de una gran interrelación con Joan Miró, con el cual se influenciaban mutuamente, a menudo los dos arrastrados por las obras de Cézanne y el fauvismo. 
Ricart, que en un principio evolucionó en paralelo a Joan Miró, se fue acercando cada vez más a temas de carácter noucentista como por ejemplo las formas de vida mediterrànees. 
El artista probó también el cubismo, experimentando con los volúmenes, tema sobre el cual Galí tuvo mucha influencia en la formación de Ricart. El artista pero, se acercó al cubismo en cuanto que una manera de probar la desestructuración volumétrica en el sentido de preludio de la recomposición del mundo que perseguían los noucentistes, sin tirarse a un nuevo camino como feudo Miró. Ricart huyó en todo momento de los excesos de los movimientos artísticos del momento, y fue en un viaje en Florencia -ciudad en la cual se impregnó de los aires renacentistas- donde descubrió el grabado.

Amb Rafael Sala ens estàvem al cafè Giubbe Rosse, a Florència, quan un amic italià va mostrar-nos una planxa de fusta de boix gravada i abans d'imprimir. El dibuix va esborrar-se'm completament de la memòria: el que, però, va restar-me'n era la riquesa d'aquesta, la qualitat de la planxa groc-daurada, amb unes línies negres en relleu. Això no va esborrar-se'm i sovint recordava la bellesa d'aquell bloc, les aigües sedoses i daurades de la fusta de boix, i el pes d'aquella rajoleta tan ben escairada

A partir de este momento Ricart iniciará un proceso autodidàctic de aprendizaje en el grabado, el que desembocará finalmente en su faceta más conocida.

### Dibujo
El dibujo fue siempre para él de gran importancia. A menudo dibujaba sobre la tela, o incluso sobre cartón, para después pintar al óleo. El dibujo marca, casi mejor que la pintura, dos etapas diferenciadas de su obra. Un primer tiempo en el cual se esfuerza para conseguir la claridad compositiva de los primitivos italianos así como una cierta originalidad en el color; y un segundo periodo en el cual se propone una mayor naturalidad e intentando conseguir cada vez una perfección formal más grande.

### Retratos
Retrato de un abogado, que pintó el 1921, es uno de los más significativos y lo presentó a la Exposición de Primavera de 1922 y a la Exposición de Arte te Amiticiae de Amsterdam. 
Llegó a una madurez estilística y consiguió una profunda sensación de espontaneidad.Retrato de mi sobrino con gorra de cuadros, es seguramente uno de los representantes de esta madurez y también hay que mencionar de este periodo los retratos hechos a lápices, realizados con virtuosismo.

### Naturalezas muertas
A pesar de no #estar# de acuerdo con el término, Ricart fue pintor de esta representación artística. Cuando encontraremos un término menos macabro? Bodegó? No, tampoco sugiere aquello que en general representa. El silencio de las cosas? Un guante tibio todavía del contacto de la mano y abandonado sobre una mesita con libros, con un cigarro que humea es una cosa tan viva y expresiva como una flor que, erróneamente, también denominamos naturaleza muerta. 
A partir de 1928 cultivó casi exclusivamente este género. Los colores son siempre suaves, los sombreados matizados y rehusando las acentuaciones del contraste pero intentando conseguir la sensación de corporeïtat. Para obtener la máxima corporeïtat de los objetos inanimados no hace falta perfilarlos excesivamente como yo hacía antes

### Xilografía
Como grabador al boj logró una gran técnica. Aleluyas de Santiago Vinardell (1919) fue el primer libro ilustrado emprant la técnica de la madera de hilo. En la simplicidad de las composiciones consiguió el propósito de sintetizar la idea en unas figuras muy esquemáticas y de enlleçar con el boj antiguo.